# Дэвис, Джозеф Эдвард
Джозеф Эдвард Дэвис (англ. Joseph Edward Davies; 29 ноября 1876 года, Уотертаун, Висконсин — 9 мая 1958 года, Вашингтон) — американский дипломат, юрист, меценат. Посол США в СССР. Супруг Марджори Мерривезер Пост, основательницы музея русского искусства Хиллвуд в Вашингтоне, округ Колумбия.

## Биография
Родился в семье валлийца-иммигранта. Отец его был каретником, много пил и умер, когда мальчику исполнилось десять лет. Мать была бережливым, добрым священником Уэльской Конгрегационалистской церкви. Самое большое влияние на Джозефа в юности оказал богатый дядя — брат отца.
Джозеф Дэвис работал учителем гимнастики в Висконсинском университете и окончил его с отличием в 1898 году. Три года спустя он получил степень юриста в том же университете. В 1901 году начал работать юристом в Уотертауне. В 1902 году женился на дочери богатого лесопромышленника в Уотертауне. Юридическая практика его шла успешно.
К тридцати пяти годам Дэвис уже был богатым человеком, и его интересы всё более обращались к политике. В 1912 году он был избран в Национальный комитет Демократической партии и вскоре стал председателем президентской кампании Вудро Вильсона на Западе США.
Избранный президент Вильсон назначил Дэвиса комиссаром по делам корпораций (англ. commissioner of corporations) в 1913 году, а затем в 1915 году — председателем Федеральной торговой комиссии. С этой должности Дэвис вышел в отставку в 1918 году. Во время Первой мировой войны он также занимал должность члена Совета военной промышленности (англ. War Industries Board) и служил советником Вильсона по экономическим вопросам во время обсуждения условий Версальского договора.
После ухода из администрации Вильсона Дэвис открыл в Вашингтоне адвокатскую контору, обслуживавшую банки и корпорации. В качестве адвоката он служил советником правительств Мексики, Нидерландов, Греции, Перу и Доминиканской Республики.
В то время Дэвис близко подружился с Франклином Рузвельтом. Они были соседями и часто играли в гольф. В 1932 и 1936 годах он оказывал крупную финансовую поддержку Демократической партии и её кандидату на пост президента США.
В 1935 году Дэвис женился второй раз — на богатейшей женщине США того времени, владелице бизнеса Марджори Мерривезер Пост.

## Посол США в Советском Союзе
После отставки посла США в Москве Уильяма Буллита в 1936 году Рузвельт решил предложить пост посла в Москве Дэвису. Назначение непрофессионала на пост посла в Москве было расценено в вашингтонских кругах как намерение Рузвельта проводить собственный курс в отношении СССР, отличный от прежнего. Дэвис получил назначение 16 ноября 1936 года, представил верительные грамоты в Москве 25 января 1937 года и прослужил на этом посту до 11 июня 1938 года.
Дэвис способствовал успешному завершению переговоров о торговом соглашении между двумя странами.
После нападения нацистской Германии на СССР Дэвис заявил, что «мир будет удивлён размерами сопротивления, которое окажет Россия». Он стал одним из организаторов и почетным председателем Национального совета американо-советской дружбы. Дэвис настоятельно требовал открытия второго фронта в Европе. Входил в состав делегации США на Потсдамской конференции 1945 года.
В своей книге «Миссия в Москву» (1942) Дэвис защищал сталинский режим, И. В. Сталина и его политику. В интервью он описывал американцам Сталина как строгого, но справедливого руководителя, который печётся о благе государства и народа. Будучи послом в годы Московских политических процессов (он присутствовал на трёх из них) против «врагов народа», поддержал обвинения в их адрес и необходимость борьбы против русских «квислингов». «Совершенно ясно, — заявлял Дэвис, — что все эти процессы, чистки и ликвидации, которые в своё время казались такими суровыми и так шокировали весь мир, были лишь частью решительного и энергичного стремления сталинского правительства предохранить себя не только от переворота изнутри, но и от нападения извне». В результате своевременно проведенной «чистки», наведшей «порядок в стране» и «освободившей её от измены», как писал позднее Дэвис, в СССР к 1941 не осталось «пятой колонны» держав фашистской «оси». По этой книге в 1943 году был снят одноимённый фильм. Во время войны его показывали в СССР. Чарльз Боулен назвал его самым пропагандистским из всех, когда-либо снятых в США.
Джордж Ф. Кеннан, выполнявший при после функции переводчика, был убеждён, что Дэвис совершенно не понимал, что происходило в реальности. В 1985 году Кеннан крайне негативно отзывался о Дэвисе (не называя его по имени): «Пустой и политически тщеславный человек, ничего не знающий о России и серьёзно ею не интересующийся. Единственное, в чём он действительно заинтересован, — это реклама, которую он сможет получить по возвращении на родину. Нам стыдно за него перед нашими коллегами-дипломатами, но не за его личные качества или недостатки… а за его очевидную непригодность к занимаемому посту. Для нас, аккредитованных сотрудников внешнеполитической службы, его направление в качестве нашего шефа представляется жестом презрения президента к нам и к предпринимаемым нами усилиям».
В период пребывания в Москве, Дэвис, совместно с женой и на её деньги, в значительных масштабах и за бесценок скупал у советского правительства экспроприированные произведения искусства, включая картины Левицкого и Брюллова, яйца Фаберже и многое другое. Советское правительство разрешило ему вывезти все предметы искусства из страны без уплаты таможенных сборов. В настоящее время коллекция Пост и Дэвиса экспонируется в США в общедоступном частном музее Хиллвуд, расположенном в здании поместья, ранее принадлежавшего Марджори Пост.
Указом Президиума Верховного Совета СССР от 18 мая 1945 года Джозеф Дэвис, единственный западный дипломат в истории СССР, был награждён орденом Ленина с формулировкой: «За успешную деятельность, способствующую укреплению дружественных советско-американских отношений и содействовавшую росту взаимного понимания и доверия между народами обеих стран». Один из организаторов и почётный председатель Национального совета американо-советской дружбы.

## Дальнейшая карьера
С 1938 года посол США в Бельгии и посланник в Люксембурге, с 1940 года — специальный помощник государственного секретаря. В 1942—1946 годах Дэвис — председатель Контрольного совета США по оказанию помощи союзникам во время войны. В мае-июне 1943 года в качестве специального представителя президента Рузвельта вёл в Москве переговоры с И. В. Сталиным, по окончании которых отправился на Урал и в Сибирь. В 1945 году Дэвис был специальным советником президента Гарри Трумэна на Потсдамской конференции (в ранге посла).
Последний раз Дэвис приезжал в Москву незадолго до смерти уже в качестве частного лица и коллекционера.
У Дэвиса была дочь от первого брака Эмлен Найт (Emlen Knight).